# Dziwna
Dziwna (německy Dievenow) je průliv 32,4 km dlouhý v Západopomořanském vojvodství v Polsku, kterým protéká voda ze Štětínského zálivu (řeka Odra) do Baltského moře. Odděluje ostrov Wolin od pevniny na východní straně. Dziwna se napojuje na průliv Głęboki Nurt (Hluboký proud) u jižního cípu ostrova Wolin.
V jižní části průlivu se nachází město Wolin. U města Kamień Pomorski průliv vytváří Kamienský záliv s ostrovem Wyspa Chrząszczewska. Na severu je záliv zakončen Wrzosowskou zátokou, u které leží obce Dziwnówek a Wrzosowo. U města Dziwnow ústí do Pomořanského zálivu do Baltského moře.
Území průlivu je ohraničeno speciální ochranou území Ústí Odry a Štětínského zálivu (Ujście Odry i Zalew Szczeciński). 
Na průlivu se nacházejí čtyři námořní přístavy: Wolin, Sierosław, Kamień Pomorski a Dziwnow.

## Přírodní podmínky
Vzhledem k hodnotám změny výšky vodní hladiny, síly větru a salinity bylo vypočteno, že přes průliv Dziwna odtéká 14 % vod ze Štětínského zálivu do Baltského moře (Pěna 17 %, Svina 69%). V průlivu proud vody mění směr v závislosti na ročním období. Odtok ze zálivu je nejčastější na jaře a v ostatním období, když vanou severozápadní větry, může protékat vodní proud z Pomořanské zátoky do Štětínského zálivu.
Do průlivu Dziwna se vlévají vodní toky Szczuczyna, Kurawa, Lewieńska Struga, Skarchówka, Dusinka (Wołczenica), Świniec a potoky pramenící na ostrově Wolin tekoucí kolem vesnice Darzowice.